# Sandu (Distrikt)
Sandu ist einer von 35 Distrikten – der zweithöchsten Ebene der Verwaltungsgliederung – im westafrikanischen Staat Gambia. Es ist einer von vier Distrikten in der Upper River Region.
Nach einer Berechnung von 2013 leben dort etwa 21.346 Einwohner, das Ergebnis der letzten veröffentlichten Volkszählung von 2003 betrug 18.321.

## Ortschaften
Die zehn größten Orte sind:
- Diabugu, 4196
- Missira, 1364
- Dasimaleh Takutala, 1359
- Dasilameh Bulembu, 1308
- Kuwonku, 1261
- Kuraw, 869
- Changally Lang Kaddy, 670
- Dasimaleh Madinka, 645
- Jakaba, 619
- Nyankui, 585

## Bevölkerung
Nach einer Erhebung von 1993 (damalige Volkszählung) stellt die größte Bevölkerungsgruppe die der Mandinka mit einem Anteil von rund vier Zehnteln, gefolgt von den Serahule und den Fula. Die Verteilung im Detail: 37,3 % Mandinka, 27,6 % Fula, 0,1 % Wolof, 0,1 % Jola, 34,2 % Serahule, 0 % Serer, 0 % Aku, 0,1 % Manjago, 0,2 % Bambara und 0,4 % andere Ethnien.